# Фри Стэйт Старс
«Фри Стэйт Старс» (англ. Free State Stars Football Club) — южноафриканский футбольный клуб из Бетлехема, основанный в 1977 году. Выступает в Премьер-лиге ЮАР. Домашние матчи проводит на стадионе «Гобл Парк». Ранее клуб носил такие названиями, как:«Макване Компьютер Старс», «Фэйрвэйс Старс» и «КваКва Старс».

## История
«Фри Стэйт Старс» дебютировали в классе сильнейших команд ЮАР - Национальной Футбольной Лиге (NSL Castle League) - в 1986 году, заняв для дебютанта вполне достойное 14-е место из 18 участников. До момента преобразования НФЛ в Премьер-лигу в 1995/1996 годах, «Фри Стэйт Старс» не пропустили ни одного сезона в классе сильнейших, отметившись при этом «бронзой» в 1991 году и став победителем Кубка Лиги ЮАР в 1994 году. За прошедшие с 1996 по 2009 год тринадцать розыгрышей Премьер-лиги ЮАР, «Фри Стэйт Старс» приняли участие в девяти. Наивысшим достижением команды за данный период является четвёртое место в сезоне 2008/2009. Дважды «Сражающиеся до конца» становились шестыми и один раз - пятыми, что для скромного клуба из маленького городка является несомненным успехом. 

## Достижения

### Местные
- Обладатель Кубка Лиги ЮАР — 1 (1994)